# 第42回日劇學院賞
←第41回 - 第42回 - 第43回→
第42回日劇學院賞，針對2004年7月到9月在日本播出的連續劇做出投票與評比。

## 得獎名單

### 最優秀作品賞
1. 在世界中心呼喚愛
2. 最後的禮物
3. 人間的證明

- 讀者票：1.在世界中心呼喚愛；2.最後的禮物；3.水男孩2
- 記者票：1.在世界中心呼喚愛；2.最後的禮物；3.人間的證明
- 評審票：1.在世界中心呼喚愛；2.人間的證明；3.水男孩2

### 主演男優賞
1. 山田孝之（在世界中心呼喚愛）
2. 竹野內豐（人間的證明）
3. 江口洋介（逃亡者 RUNAWAY）

- 讀者票：1.山田孝之（在世界中心呼喚愛）；2.江口洋介（逃亡者）；3.竹野內豐（人間的證明）
- 記者票：1.山田孝之（在世界中心呼喚愛）；2.竹野內豐（人間的證明）；3.江口洋介（逃亡者）
- 評審票：1.山田孝之（在世界中心呼喚愛）；2.竹野內豐（人間的證明）；3.江口洋介（逃亡者）

### 主演女優賞
1. 天海祐希（最後的禮物）
2. 仲間由紀惠（東京灣景）
3. 深田恭子（阿南的小情人）

- 讀者票：1.天海祐希（最後的禮物）；2.仲間由紀惠（東京灣景）；3.深田恭子（阿南的小情人）
- 記者票：1.天海祐希（最後的禮物）；2.深田恭子（阿南的小情人）；3.仲間由紀惠（東京灣景）
- 評審票：1.天海祐希（最後的禮物）；2.仲間由紀惠（東京灣景）；3.深田恭子（阿南的小情人）

### 助演男優賞
1. 阿部寬（逃亡者 RUNAWAY）
2. 中尾明慶（水男孩2）
3. 佐佐木藏之介（最後的禮物）

- 讀者票：1.二宮和也（阿南的小情人）；2.阿部寬（逃亡者）；3.和田聰宏（東京灣景）
- 記者票：1.阿部寬（逃亡者）；2.佐佐木藏之介（最後的禮物）；3.中尾明慶（水男孩2）
- 評審票：1.金子貴俊（水男孩2）；2.國村隼（人間的證明）；3.中尾明慶（水男孩2）

### 助演女優賞
1. 綾瀨遙（在世界中心呼喚愛）
2. 松坂慶子（人間的證明）
3. 石原里美（水男孩2）

- 讀者票：1.綾瀨遙（在世界中心呼喚愛）；2.永作博美（最後的禮物）；3.水野美紀（逃亡者）
- 記者票：1.綾瀨遙（在世界中心呼喚愛）；2.松坂慶子（人間的證明）；3.石原里美（水男孩2）
- 評審票：1.綾瀨遙（在世界中心呼喚愛）；2.松坂慶子（人間的證明）；3.水野美紀（逃亡者）、石原里美（水男孩2）

### 其他
- 主題歌賞：柴咲幸：かたちあるもの（在世界中心呼喚愛）
- 新人俳優賞：田中幸太朗（在世界中心呼喚愛）
- 最佳服裝賞：仲間由紀惠（東京灣景）
- 腳本賞：森下佳子（在世界中心呼喚愛）
- 監督賞：堤幸彥、石井康晴、平川雄一朗（在世界中心呼喚愛）
- 劇中音樂賞：長谷部徹（逃亡者 RUNAWAY）
- 卡司賞：在世界中心呼喚愛
- 片頭片尾賞：堤幸彥（在世界中心呼喚愛）
- 電視週刊特別賞：NHK海外連續劇工作人員